# Gmina Stary Dzików
Stary Dzików ist ein Dorf sowie Sitz der gleichnamigen Landgemeinde im Powiat Lubaczowski der Woiwodschaft Karpatenvorland in Polen.

## Gemeinde
Zur Landgemeinde (gmina wiejska) Stary Dzików gehören folgende fünf Ortschaften mit einem Schulzenamt:
Cewków, Moszczanica, Nowy Dzików, Stary Dzików und Ułazów.
Weitere Ortschaften der Gemeinde sind Koziejówka, Lebiedzie, Maziarnia, Parachówka, Witki, Wola Cewkowska und Miłków.